# 索洛夫伊夫
52°1′52″N 32°57′49″E / 52.03111°N 32.96361°E
索洛夫伊夫（烏克蘭語：Солов'їв）是烏克蘭的村落，位於該國北部切爾尼戈夫州，由諾夫哥羅德-謝韋爾斯基區負責管轄，面積0.45平方公里，海拔高度170米，2001年人口19，人口密度每平方公里42.2人。